# 1371
| 1371               |
| ------------------ |
| Dødsfald - Fødsler |
|                    |

| Gregoriansk kalender | 1371 MCCCLXXI           |
| Ab urbe condita      | 2124                    |
| Armensk kalender     | 820 ԹՎ ՊԻ               |
| Kinesiske kalender   | 4067 – 4068 庚戌 – 辛亥 |
| Etiopisk kalender    | 1363 – 1364             |
| Jødisk kalender      | 5131 – 5132             |
| Hindukalendere       |                         |
| - Vikram Samvat      | 1426 – 1427             |
| - Shaka Samvat       | 1293 – 1294             |
| - Kali Yuga          | 4472 – 4473             |
| Iransk kalender      | 749 – 750               |
| Islamisk kalender    | 772 – 773               |

Konge i Danmark: Valdemar 4. Atterdag 1340 – 1375
Se også 1371 (tal)